# Comuna de Białośliwie
Białośliwie (polaco: Gmina Białośliwie) é uma gminy (comuna) na Polónia, na voivodia de Grande Polónia e no condado de Pilski. A sede do condado é a cidade de Białośliwie.
De acordo com os censos de 2004, a comuna tem 4867 habitantes, com uma densidade 64,3 hab/km².

## Área
Estende-se por uma área de 75,68 km², incluindo:
- área agricola: 74%
- área florestal: 11%

## Demografia
Dados de 30 de Junho 2004:
|                      | Total   | Total | Mulheres | Mulheres | Homens  | Homens |
| -------------------- | ------- | ----- | -------- | -------- | ------- | ------ |
|                      | pessoas | %     | pessoas  | %        | pessoas | %      |
| População            | 4867    | 100   | 2429     | 49,9     | 2438    | 50,1   |
| Densidade (pop./km²) | 64,3    | 100   | 32,1     | 32,1     | 32,2    | 32,2   |

De acordo com dados de 2002, o rendimento médio per capita ascendia a 1374,73 zł.

## Subdivisões
- Białośliwie, Dworzakowo, Dębówko Nowe, Dębówko Stare, Krostkowo, Nieżychowo, Pobórka Mała, Pobórka Wielka, Tomaszewo.

## Comunas vizinhas
- Miasteczko Krajeńskie, Szamocin, Wyrzysk, Wysoka